# پینیا کولادا
پینا کولادا (به اسپانیایی: Piña colada) نوشیدنی الکلی سرد و شیرینی است که از رام، کِرِم نارگیل و آب آناناس تهیه می‌شود. پینا کولادا نوشیدنی رسمی پورتوریکو است.

## مواد تشکیل دهنده
- ۳۵ میلی‌لیتر (۱.۷ US fl oz)، رام طلایی
- ۱ قاشق غذاخوری (۵ میلی‌لیتر) نارگیل طعم‌دارشده با رام
- ۵۰ میلی‌لیتر (۱.۶۹ US fl oz) خامه نارگیل
- ۵۰ میلی‌لیتر آب آناناس
- ۳ تا ۴ قطعه آناناس[۳]

مواد لازم برای تزئین
- ۲ برگ آناناس
- ۱ عدد گیلاس مِرِسْکینو

## طرز تهیه
1. رام، خامهٔ نارگیل، آب آناناس و قطعه‌های آناناس را در مخلوط‌کن بریزید. اجازه دهید مواد کاملاً یکدست و نرم شوند.[۳]
2. مواد را در لیوان مخصوص کوکتل[ی ۱] بریزید و برای تزئین از برگ آناناس، قطعه‌های آناناس و گیلاس مرسکینو استفاده کنید.

- نکته: معمولاً مواد این نوشیدنی را با یخ ریز خرد شده مخلوط می‌کنند اما باید توجه داشت که یخ زیاد ممکن است نوشیدنی را خراب کند و حالت خامه مانند آن را از بین ببرد.[۴]

## در فرهنگ الانی
در ایالات متحده، روز ملی پینا کولادا در ۱۰ ژوئیه (حدود ۱۹ تیر) جشن گرفته می‌شود.
این کوکتل پس از آنکه آهنگ «Escape (فرار - آهنگ پینا کولا)» اثر روپرت هولمز در سال ۱۳۵۸ (۱۹۷۹ میلادی) به یک موفقیت بین‌المللی تبدیل شد، شهرت جهانی پیدا کرد.
پینا کولاها در آهنگ ورودی یوروویژن ۲۰۲۳ (۱۴۰۲) به نام «چا چا چا» اثر رپر فنلاندی Käärijä اشاره شده است، جایی که او توصیف می‌کند که پس از یک هفته خسته‌کی پینا کولادا می‌نوشد و قبل از اینکه خود را در میدان رقص رها کند. این آهنگ باعث افزایش محبوبیت این نوشیدنی در فنلاند شد.